# Греніхен
Греніхен (нім. Gränichen) — громада  в Швейцарії в кантоні Ааргау, округ Аарау.

## Географія
Громада розташована на відстані близько 70 км на північний схід від Берна, 6 км на південний схід від Аарау.
Греніхен має площу 17,2 км², з яких на 13,7% дозволяється будівництво (житлове та будівництво доріг), 28,8% використовуються в сільськогосподарських цілях, 57,3% зайнято лісами, 0,2% не є продуктивними (річки, льодовики або гори).

## Демографія
2019 року в громаді мешкало 7994 особи (+18,5% порівняно з 2010 роком), іноземців було 22,1%. Густота населення становила 464 осіб/км².
За віковим діапазоном населення розподілялося таким чином: 19,6% — особи молодші 20 років, 61,9% — особи у віці 20—64 років, 18,5% — особи у віці 65 років та старші. Було 3397 помешкань (у середньому 2,3 особи в помешканні).
Із загальної кількості 2678 працюючих 68 було зайнятих в первинному секторі, 1222 — в обробній промисловості, 1388 — в галузі послуг.